# 9
Năm 9 là một năm trong lịch Julius. 